# Șah prin corespondență
Șahul prin corespondență este o variantă a șahului în care jucătorii nu stau unul în fața celuilalt.  Pentru transmiterea fiecărei mișcări sunt folosite diferite moduri: printr-un server de șah, e-mail sau sistemul poștal.  În trecut, se foloseau faxul, telefonul, telegraful și radioul. Șahul prin corespondență permite persoanelor sau cluburilor care sunt îndepărtate geografic unele de altele fără a fi prezente.  Aceste relații îndepărtate sunt doar una dintre atracțiile acestei modalități: permite o analiză mai profundă evitând erorile și poate fi consultată cu cărți, baze de date de șah și programe de specialitate. În șah prin corespondență, spre deosebire de șahul tradițional, toate jocurile unui turneu se joacă simultan.  Jucătorii care participă la mai multe turnee se pot confrunta cu mai mult de 50 de jocuri în același timp.  Timpul de meditație pentru fiecare mișcare se măsoară în zile.  În funcție de metoda folosită pentru trimiterea mutărilor, un joc poate dura zile, săptămâni, luni sau ani.
La Paștele 1951, reprezentanți ai unei duzini de ligi de șah poștale s-au întâlnit la Londra (Anglia) pentru a dezbate despre restructurarea ICCA (Asociația Internațională de Șah de Corespondență) pe care Erik Larsson (Suedia) a creat-o în 1945 și se afla într-o criză terminală.
După două zile de deliberări, Congresul a decis să înființeze Federația Internațională de Șah de Corespondență (ICCF) la 26 martie 1951, aprobând noi Statute și Regulamente, dar continuând cu activitățile predecesorului său. Jean-Louis Ormond (Elveția) este ales președinte și li se alătură Cecil Purdy (Australia) si Edmund Adam (Germania) in calitate de vicepreședinți.
În prezent, 55 de țări din cele 5 continente îl alcătuiesc.

## Pionierii
Teophil Demetriescu  a fost primul român care a participat în mod regulat la turneele internaționale de șah prin corespondentă între 1929 și 1939. Fiind copil, s-a mutat la Berlin, Germania, pentru a studia pianul.  Ar fi interesat și de șah.  A participat la turnee organizate de IFSB (Internationaler Fernschachbund) ajungând rapid la categoria de maestru. 
În 1934, IFSB a invitat sǎ participe la prima Olimpiada europeană de șah prin corespondență.  Clubul de Șah Timișoara a prezentat o echipă formată dintr-un grup de membri ai săi (J. Michels, Ph.Nieszl, J.Damsescu, P.Krauser, G.Boskovity, P.Ludwig) care și-a asumat reprezentarea Românisi, cu rezultate slabe.
Ca succesor al IFSB ului dizolvat, la sfârșitul anului 1945 a apărut ICCA care anunța desfășurarea Primului Campionat Mondial. Sergiu Samarian  intrǎ din partea României, care ar urma sǎ participe la alte patru semifinale, cu performante remarcabile, deși fǎrǎ sǎ se califice într-o finalǎ.

## CCȘC
La 30 august 1959, la inițiativa Ing. Constantin Stefaniu  s-a constituit CCSC (Comisia Centrală de Șah prin Corespondență)  în cadrul Federației Române de Șah.  În anul următor organizează primul Campionat Național, fiind câștigat de Vladimir Sălceanu. Dar nu este recunoscut, pentru că nu se solicitase autorizare prealabilă de la Federație. În 1963 se încheie primul Campionat Național oficial, unde se impune  Aurel Anton. Este afiliat la ICCF din 1961.
Dintre principalele realizări la șah ale reprezentanților României, merită evidențiați Campionii Europei, Aurel Anton (IX)  și Vladimir Sălceanu (LIX) .  Florin Șerban  s-a calificat al doilea la Campionatul Mondial (XXVI) .
ICCF a acordat titlul de Mare Maestru: Georghe Rotariu (1981), Paul Diaconescu (1982) , Mihai Breazu (1985) , Florin Șerban ,  Costel Voiculescu (2012) .  Și Femeie Mare Maestru sǎ: Mariana Plass-Caravan (2003) , Elena Stǎnilǎ (2018) .

## Campionatul mondial masculin de șah prin corespondență
Federația Internațională de Șah prin Corespondență este responsabilă cu organizarea Campionatului Mondial de Șah pentru Corespondență Masculină din 1947.
La început a fost organizat în două etape: semifinală și finală.  Având în vedere numărul tot mai mare de participanți, a fost necesar să se adauge  ambele Turneul Candidaților (1984) și preliminariile (2006).
Treizeci au terminat până acum.  Primul a fost câștigat de australianul Cecil Purdy (1953) și ultimul de rusul Andrey Kochemasov (2019). Românul Florin Șerban a ajuns pe locul doi în 2014.
| #  | Ani       | Campion                                                                     | Locul doi                                                          | România            |
| -- | --------- | --------------------------------------------------------------------------- | ------------------------------------------------------------------ | ------------------ |
| 1  | 1950-1953 | Cecil Purdy Australia                                                       | Harald Malmgren Suedia                                             |                    |
| 2  | 1956-1959 | Viacheslav Ragozin Uniunea Sovietică                                        | Lucius Endzelins Australia                                         |                    |
| 3  | 1959-1962 | Alberic O' Kelly Belgia                                                     | Piotr Dubinin Uniunea Sovietică                                    |                    |
| 4  | 1962-1965 | Vladimir Zagorovsky Uniunea Sovietică                                       | Georgy Borisenko Uniunea Sovietică                                 |                    |
| 5  | 1965-1968 | Hans Berliner Statele Unite ale Americii                                    | Jaroslav Hybl Cehia                                                |                    |
| 6  | 1968-1971 | Horst Rittner Republica Democrată Germană                                   | Vladimir Zagorovsky Uniunea Sovietică                              |                    |
| 7  | 1972-1976 | Yakov Estrin Uniunea Sovietică                                              | Jozef Boey Belgia                                                  |                    |
| 8  | 1975-1980 | Jorn Sloth Danemarca                                                        | Vladimir Zagorovsky Uniunea Sovietică                              |                    |
| 9  | 1977-1983 | Tonu Oim Uniunea Sovietică                                                  | Fritz Baumbach Republica Democrată Germană                         | Aurel Anton (4°)   |
| 10 | 1978-1984 | Vytas Palciauskas Statele Unite ale Americii                                | Juan Morgado Argentina                                             |                    |
| 11 | 1983-1989 | Fritz Baumbach Republica Democrată Germană                                  | Gennadi Nesis Uniunea Sovietică                                    | Aurel Anton (15°)  |
| 12 | 1984-1991 | Grigory Sanakoev Rusia                                                      | Josef Franzen Slovacia                                             | Eugen Costea (13°) |
| 13 | 1989-1998 | Mikhail Umansky Rusia                                                       | Erik Bang Danemarca                                                |                    |
| 14 | 1994-2000 | Tonu Oim Estonia                                                            | Ove Ekebjaerg Danemarca                                            |                    |
| 15 | 1996-2002 | Gert Timmerman Țările de Jos                                                | Joop van OOsterom Țările de Jos                                    |                    |
| 16 | 1994-2004 | Tunc Hamarat Turcia                                                         | Rudolf Maliangkay Țările de Jos                                    |                    |
| 17 | 2002-2007 | Ivar Bern Norvegia                                                          | Wolfgang Rohde Germania                                            |                    |
| 18 | 2003-2005 | Joop van Oosterm Țările de Jos                                              | Hans Elwert Germania                                               |                    |
| 19 | 2004-2007 | Christophe Léotard Franța                                                   | Frank Gerhardt Austria                                             |                    |
| 20 | 2004-2011 | Pertii Lehikoinen Finlanda                                                  | Stefan Winge Suedia                                                |                    |
| 21 | 2005-2008 | Joop van Oosterom ( Țările de Jos                                           | Alexander Ugge Canada                                              |                    |
| 22 | 2007-2010 | Alexandr Dronov Rusia                                                       | Jürgen Bücker Germania                                             |                    |
| 23 | 2007-2010 | Ulrich Stephan Germania                                                     | Thomas Wibckelmann Germania                                        |                    |
| 24 | 2009-2011 | Marjan Semri Slovenia                                                       | Hans Wunderlich Germania                                           |                    |
| 25 | 2009-2013 | Fabio Finocchiaro Italia                                                    | Richard Hall Anglia                                                |                    |
| 26 | 2010-2014 | Ron Langeveld Țările de Jos                                                 | Florin Serban România                                              |                    |
| 27 | 2011-2014 | Alexandr Dronov Rusia                                                       | Matthias Kribben Germania                                          |                    |
| 28 | 2013-2016 | Leonardo Ljubicic Croația                                                   | Horacio Neto Portugalia                                            |                    |
| 29 | 2015-2018 | Alexandr Dronov Rusia                                                       | Jacek Oskulski Polonia                                             | Florin Serban (6°) |
| 30 | 2017-2019 | Andrey Kochemasov Rusia                                                     | Enver Efendiyev Rusia                                              |                    |
| 31 | 2019-2022 | Fabian Stanach Polonia, Christian Muck Austria, Ron Langeveld Țările de Jos |                                                                    |                    |
| 32 | 2020-2022 | Jon Edwards Statele Unite ale Americii                                      | Sergey Osipov Rusia, Horacio Neto Portugalia, Michel Lecroq Franța |                    |

## Campionatul mondial feminin de șah prin corespondență
| #  | Ani       | Campion                          | Locul doi                                                                                              | ROM                         |
| -- | --------- | -------------------------------- | --- | --------------------------- |
| 1  | 1968-1972 | Olga Rubsova Uniunea Sovietică   | Gertrude Schoisswohl Austria                                                                           | Gertrude Baumstark (9°)     |
| 2  | 1972-1977 | Lora Jakovleva Uniunea Sovietică | Olga Rubsova Uniunea Sovietică                                                                         | Elizabeta Polihroniade (4°) |
| 3  | 1978-1984 | Luba Kristol Israel              | Merike Rötova Uniunea Sovietică                                                                        |                             |
| 4  | 1984-1992 | Ljudmila Belavenets Rusia        | Nina Orlova Rusia                                                                                      |                             |
| 5  | 1993-1998 | Luba Kristol Israel              | Ingrida Priedite Letonia                                                                               |                             |
| 6  | 2000-2995 | Alessandra Riegler Italia        | Maja Zelcic Croația                                                                                    |                             |
| 7  | 2002-2006 | Olga Sukhareva Rusia             | Mary Jones Anglia                                                                                      |                             |
| 8  | 2007-2010 | Olga Sukhareva Rusia             | Marie Bazantová Cehia                                                                                  |                             |
| 9  | 2011-2014 | Irina Perevertkina Rusia         | Maria Lisitcina Rusia                                                                                  |                             |
| 10 | 2014-2017 | Irina Perevertkina Rusia         | Tatiana Moyeenko Ucraina                                                                               |                             |
| 11 | 2017-2020 | Irina Perevertkina Rusia         | Vilma Dambrauskaite Lituania Tatiana Moyeenko Ucraina                                                  |                             |
| 12 | 2020-2023 | Irina Perevertkina Rusia         | Tetiana Yurchuk Ucraina, Victoria Schweer Germania, Luz Tinjacá Ramirez Italia, Dawn Williamson Anglia |                             |

## Olimpiade pentru sex masculin de șah prin corespondență
La inițiativa lui Erik Larsson (Suedia), semifinalele primei olimpiade au început în 1946 când au participat 42 de echipe (formate din 6 jucători de șah) din 24 de țări.  
Germania conduce clasamentul cu 8 medalii de aur (1 împărțit) urmată de Uniunea Sovietică cu 5 și Chehoslovacia 3 (1 împărțit).
România a participat la 17 preolimpiade, 8 calificându-se în  finală.  Cea mai bună performantă a sa a fost în Olimpiada VI° unde s-a clasat pe locul patru cu echipa formată din Sergiu Samarian, Eugen Costea, Eugen Rusenescu, Gheorghe Rotariu, Paul Diaconescu, Constantin Stefaniu.
| #  | Ani       | Aur                    | Argint                      | Bronz                       |        |
| -- | --------- | ---------------------- | --------------------------- | --------------------------- | ------ |
| 1  | 1949-1952 | Ungaria                | Cehoslovacia                | Suedia                      | [ 23 ] |
| 2  | 1952-1955 | Cehoslovacia           | Suedia                      | Germania                    | [ 24 ] |
| 3  | 1958-1961 | Uniunea Sovietică      | Ungaria                     | Iugoslavia                  | [ 25 ] |
| 4  | 1962-1964 | Uniunea Sovietică      | Republica Democrată Germană | Suedia                      | [ 26 ] |
| 5  | 1965-1968 | Cehoslovacia           | Uniunea Sovietică           | RFG                         | [ 27 ] |
| 6  | 1968-1972 | Uniunea Sovietică      | Cehoslovacia                | Republica Democrată Germană | [ 28 ] |
| 7  | 1972-1976 | Uniunea Sovietică      | Bulgaria                    | Regatul Unit                | [ 29 ] |
| 8  | 1977-1982 | Uniunea Sovietică      | Ungaria                     | Regatul Unit                | [ 30 ] |
| 9  | 1982-1987 | Regatul Unit           | RFG                         | Uniunea Sovietică           | [ 31 ] |
| 10 | 1987-1995 | Uniunea Sovietică      | Anglia                      | Republica Democrată Germană | [ 32 ] |
| 11 | 1992-1999 | Cehoslovacia, Germania |                             | Canada, Scoția              | [ 33 ] |
| 12 | 1998-2004 | Germania               | Lituania                    | Letonia                     | [ 34 ] |
| 13 | 2004-2009 | Germania               | Cehia                       | Polonia                     | [ 35 ] |
| 14 | 2002-2006 | Germania               | Lituania                    | Statele Unite ale Americii  | [ 36 ] |
| 15 | 2006-2009 | Norvegia               | Germania                    | Țările de Jos               | [ 37 ] |
| 16 | 2010-2016 | Cehia                  | Germania                    | Franța                      | [ 38 ] |
| 17 | 2009-2012 | Germania               | Spania                      | Italia                      | [ 39 ] |
| 18 | 2012-2016 | Germania               | Slovenia                    | Spania                      | [ 40 ] |
| 19 | 2016-2019 | Bulgaria               | Germania                    | Cehia, Polonia              | [ 41 ] |
| 20 | 2016-2019 | Germania               | Rusia                       | Spania                      | [ 42 ] |
| 21 | 2020-2023 | Germania               | Luxemburg                   | Statele Unite ale Americii  | [ 43 ] |

## Olimpiade de șah pentru corespondență pentru femei
| #  | Ani       | Aur               | Argint                      | Bronz        |        |
| -- | --------- | ----------------- | --------------------------- | ------------ | ------ |
| 1  | 1974-1979 | Uniunea Sovietică | Republica Democrată Germană | Cehoslovacia | [ 44 ] |
| 2  | 1980-1986 | Uniunea Sovietică | Cehoslovacia                | Iugoslavia   | [ 45 ] |
| 3  | 1986-1992 | Uniunea Sovietică | Cehoslovacia                | Ungaria      | [ 46 ] |
| 4  | 1992-1997 | Cehia             | Rusia                       | Polonia      | [ 47 ] |
| 5  | 1997-2003 | Rusia             | Germania                    | Cehia        | [ 48 ] |
| 6  | 2003-2006 | Lituania          | Germania                    | Italia       | [ 49 ] |
| 7  | 2007-2009 | Slovenia          | Lituania                    | Germania     | [ 50 ] |
| 8  | 2008-2010 | Polonia           | Bulgaria                    | Italia       | [ 51 ] |
| 9  | 2011-2014 | Rusia             | Lituania                    | Germania     | [ 52 ] |
| 10 | 2015-2018 | Germania          | Lituania                    | Rusia        | [ 53 ] |

## Cupa mondială ICCF
Este un turneu deschis jucătorilor de șah din toată lumea, indiferent de categorie, vârstă sau sex.  Creat in 1968, au fast organizate 22 de Cupe, dintre care 5 au fost câștigate de Reinhard Moll (Germania).
| #     | Ani       | Câștigător                         | Naționalitate     |
| ----- | --------- | ---------------------------------- | ----------------- |
| 01.   | 1973-1977 | Karl Maeder                        | RFG               |
| 02.   | 1977-1983 | Gennadi Nesis                      | Uniunea Sovietică |
| 03.   | 1981-1986 | Nikolai Rabinovich                 | Uniunea Sovietică |
| 04.   | 1984-1989 | Albert Popov                       | Uniunea Sovietică |
| 05-A. | 1987-1994 | Aleksandr Frolov                   | Uniunea Sovietică |
| 05-B. | 1987-1994 | Gert Timmermann                    | Țările de Jos     |
| 06.   | 1994-1999 | Olita Rause                        | Letonia           |
| 07.   | 1994-2001 | Aleksei Lepikhov                   | Ucraina           |
| 08.   | 1998-2001 | Horst Staudler                     | Germania          |
| 09.   | 1998-2001 | Edgar Prang                        | Germania          |
| 10.   | 2001-2004 | Frank Schroder                     | Germania          |
| 11.   | 2008-2011 | Reinhard Moll                      | Germania          |
| 12-A. | 2005-2007 | Reinhard Moll                      | Germania          |
| 12-B. | 2009-2013 | Matthias Gleichmann                | Germania          |
| 13.   | 2009-2012 | Reinhard Moll                      | Germania          |
| 14.   | 2009-2012 | Reinhard Moll                      | Germania          |
| 15.   | 2012-2015 | Klemen Sivic                       | Slovenia          |
| 16.   | 2013-2015 | Uwe Nogga                          | Germania          |
| 17.   | 2014-2017 | Matthias Gleichmann                | Germania          |
| 18.   | 2015-2019 | Reinhard Moll Stefan Ulbig         | Germania          |
| 19.   | 2014-2016 | Thomas Herfuth                     | Germania          |
| 20.   | 2017-2020 | Sergei Kishkin                     | Rusia             |
| 21.]  | 2019-2021 | Matthias Gleichmann                | Germania          |
| 22.   | 2021-2023 | Dmitry Morozov Matthias Gleichmann | Rusia Germania    |

## Cupa mondială a veteranilor
Este rezervat jucătorilor de șah peste 60 de ani, fără distinctie de categorie, sex sau loc de resendintă.  Se desfășcară în trei etape: preliminară, semifinală și finală.
| #   | Ani       | Câstigător           | Naționalitate |
| --- | --------- | -------------------- | ------------- |
| 01. | 2009-2011 | Rob Kruis            | Țările de Jos |
| 02. | 2013-2014 | Vladimir Sergeev     | Rusia         |
| 03. | 2014-2016 | Frits Bleker         | Grecia        |
| 04. | 2015-2017 | Reinhard Sikorsky    | Germania      |
| 05. | 2016-2017 | Ralf Neubauer        | Germania      |
| 06. | 2017-2019 | Mattia Boccia        | Italia        |
| 07. | 2018-2020 | Sergey Novikov       | Rusia         |
| 08. | 2019-2021 | Guy van Habberney    | Belgia        |
| 09. | 2020-2022 | Jean Claude Schuller | Luxemburg     |
| 10. | 2021-2023 | Gediminas Voveris    | Lituania      |